# Filip Moisei
Filip Moisei (n. 12 iulie 1928 - d. 4 martie 2005) a fost un deputat român în legislatura 1990-1992, ales în județul Maramureș pe listele partidului Ecologist-SD.